# Tjernets (vattendrag i Vitryssland)
Tjernets (ryska: Чернец) är ett vattendrag i Belarus.   Det ligger i voblasten Vitsebsks voblast, i den norra delen av landet, 230 km nordost om huvudstaden Minsk. Tjernets ligger vid sjön Ozero Zjoden.
I omgivningarna runt Tjernets växer i huvudsak blandskog. Runt Tjernets är det glesbefolkat, med 10 invånare per kvadratkilometer.